# 雲端服務提供者
雲端服務提供者（簡稱：CSP）或稱雲端服務供應商，為提供可擴充的運算資源的第三方公司，讓企業透過網際網路以隨選方式存取運算資源，包括提供雲端運算能力、資料儲存空間、平台或應用程式服務。

## 主要雲端服務提供者
一般而言，北美4大CSP指的分別是Google GCP、微軟Azure、亞馬遜AWS以及Meta，其他CSP業者包括Oracle，中國則有阿里巴巴阿里雲、騰訊等・